# عباس محمد
عباس محمد (بالإنجليزية: Mohamed Abbas) هو منافس ألعاب قوى نيجيري، ولد في 27 أكتوبر 1963.

## وصلات خارجية
- عباس محمد على موقع الاتحاد الدولي لألعاب القوى (الإنجليزية)
- عباس محمد على موقع اللجنة الأولمبية الدولية (الإنجليزية)
- عباس محمد على موقع أوليمبيديا (الإنجليزية)